# Sourdon
Sourdon település Franciaországban, Somme megyében. Lakosainak száma 308 fő (2022. január 1.). Sourdon Chirmont, Esclainvillers, Grivesnes, Louvrechy és Thory községekkel határos.

## Népesség
A település népessége az elmúlt években az alábbi módon változott:
| Lakosok száma | 283  | 301  | 315  | 325  | 337  | 344  | 349  | 328  | 308  |
|               | 2013 | 2015 | 2016 | 2017 | 2018 | 2019 | 2020 | 2021 | 2022 |